# David Selver

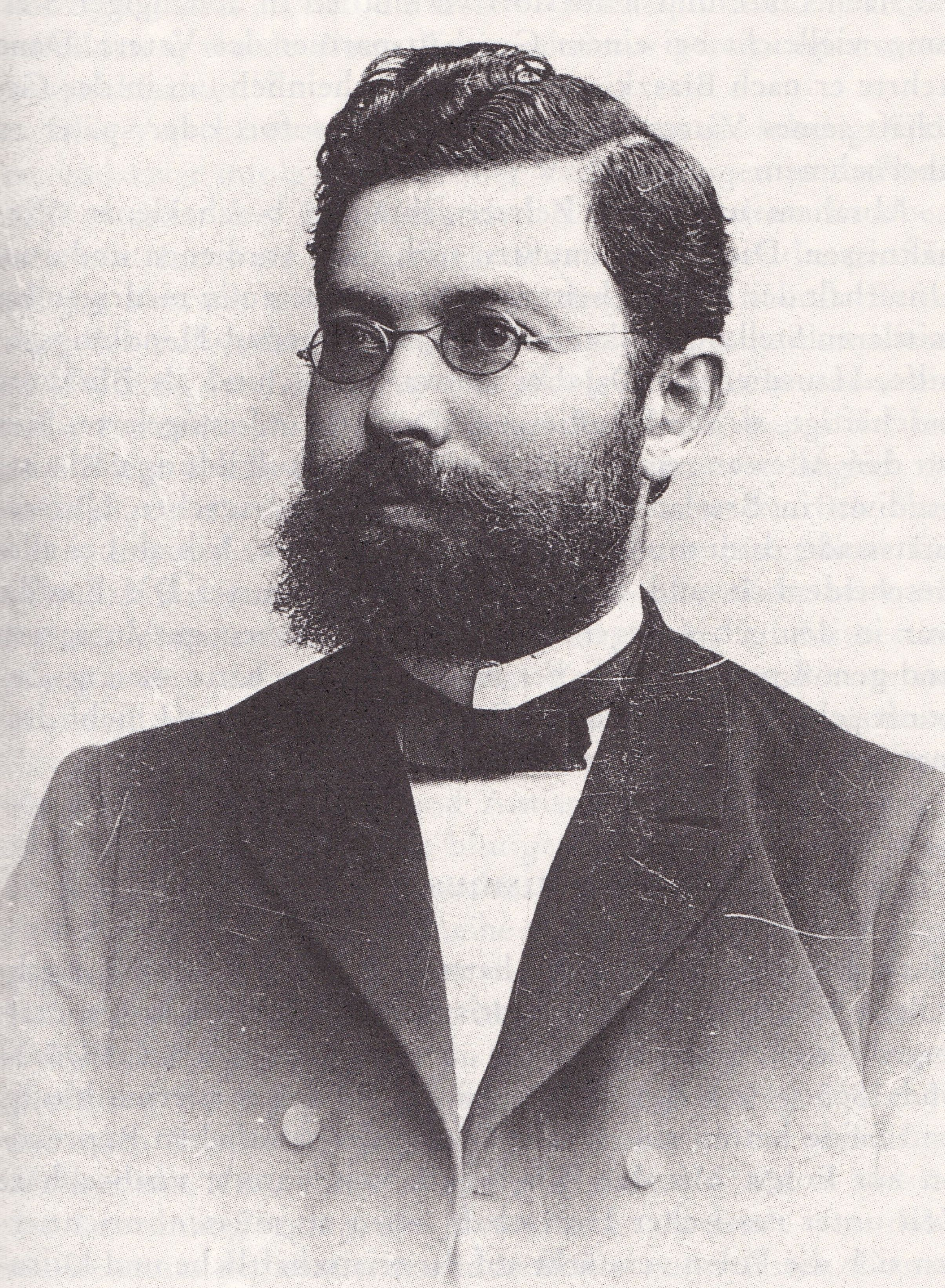
David Selver, vermutlich um 1890. Quelle: Stadtarchiv Darmstadt

David Selver (* 24. Februar 1856 in Chajowa (etwa 15 Kilometer südöstlich von Biaszki); † 12. Mai 1926 in Darmstadt) war ein liberaler Rabbiner, der 1907 im Streit mit der Jüdischen Gemeinde Darmstadt sein Amt aufgeben musste. Sein Neffe Heinrich Selver und seine Tochter Elisabeth unterrichteten vor ihrer jeweiligen Emigration an der Privaten Waldschule Kaliski.

## Herkunft und Ausbildung
David Selver entstammte der Familie Zelwer aus Kongresspolen. Anders als sein drei Jahre jüngerer Bruder Abraham, dem Vater von Heinrich Selver, wurde David nicht in Biaszki geboren, sondern im 15 Kilometer davon entfernten Ort Chajowa (auch: Chajów). Busemann interpretiert dies als Zeichen dafür, dass zur Zeit von Davids Geburt die Familie des Vaters noch nicht richtig etabliert gewesen sei, da Biaszki später der Wohnsitz der Familie wurde. Über die Eltern von David und Abraham weiß sie allerdings auch nichts zu berichten.

In dem seiner Dissertation beigefügten Lebenslauf berichtete Selver über seine Ausbildung: 

„Ich, David Selver, bin 1857 zu Chajowa, einem polnischen Dorfe in der Umgegend der Stadt Blaszki, geboren, in der jüdischen Religion erzogen und wurde, schon früh für die Theologie bestimmt, bis zu meinem 16. Lebensjahre vornehmlich in den Schriften des A. T. u. der Rabbinen unterrichtet. Nachdem ich von diesem Zeitpunkte ab, theils privatim, theils auf dem Gymnasium zu Nakel mich für den Besuch der Universität vorbereitet hatte, studierte ich in München u. Berlin Philosophie, Philologie u. orientalische Sprachen. Seit Ostern 1878 wendete ich mich zugleich dem Studium der jüdischen Theologie wieder zu und besuchte an der Berliner ‚Hochschule für die Wissenschaft des Judenthums‘ die Vorlesungen der Herren DD. Cassel, Frankl, Lewy, Steinthal.“

 Selver gibt hier nicht bekannt, wann er nach Deutschland gekommen ist und wann er seinen ursprünglichen Namen Zelwer latinisiert hat. Auch fehlt ein Hinweis darauf, dass er den Hochschulzugang ohne Reifezeugnis erhalten hat, wie es sich aus seiner Promotionsakte ergibt, und dass er außerdem in den Jahren 1881/1882 Hörer an der Veitel Heine Ephraimschen Lehranstalt gewesen war.
Selvers Promotion erfolgte 1885 durch die Philosophische Fakultät der Universität Leipzig, wo seine Zulassung zur Prüfung von dem Sprachwissenschaftler  Ernst Windisch beantragt wurde, der als Hauptgutachter für die Dissertation Wilhelm Wundt und Max Heinze vorschlug. In Windischs Zulassungsantrag heißt es: „Es fehlt das Maturitätszeugnis, da Cand. das Gymnasium nur bis Secunda besucht hat. Ich habe den Candidaten auf sein Risico angenommen, weil er versichert, fleißig Lateinisch und Griechisch getrieben zu haben, wie hier das Latein seiner Dissertation beweist, weil er bereit ist, sich einem besonderen Examen in Latein zu unterziehen, und weil er großes Zutrauen zu seiner Arbeit hat.“ Selvers Arbeit wurde auf Windischs Vorschlag einstimmig „als Dissertation mit der Censur IIa“ angenommen und der Kandidat zur mündlichen Prüfung zugelassen, die er mit der gleichen Note bestand.
Selver hatte seine Dissertation „Seinem Lehrer Herrn Professor Dr. H. Steinthal“ gewidmet, womit Heymann Steinthal gemeint war, der seit 1872 auch an der HWJ unterrichtete, hauptsächlich aber Professor an der Universität Berlin (heute Humboldt-Universität zu Berlin) war. In dem der Dissertation anhängenden Lebenslauf bedankt er sich bei einer Vielzahl bisheriger Lehrer, besonders aber bei „Herrn Prof. Dr. W. Wundt in Leipzig.“
Aus unbekannten Gründen ging David Selver noch 1885 oder kurz danach nach Göteborg. Brocke/Carlebach wissen nur zu berichten, dass er dort Rektor gewesen sei, während Busemann aus dem von Selver zusammen mit O. L. Löfgren herausgegebenen Lehrbuch schließt, „daß er in Göteborg Deutsch unterrichtet hat“. Unbekannt ist auch, wie lange er sich in Schweden aufgehalten hat, doch legte er 1889 an der HWJ das Rabbinatsexamen ab und startete danach seine Berufslaufbahn in Darmstadt.

## Rabbiner in Darmstadt

### Die Berufung

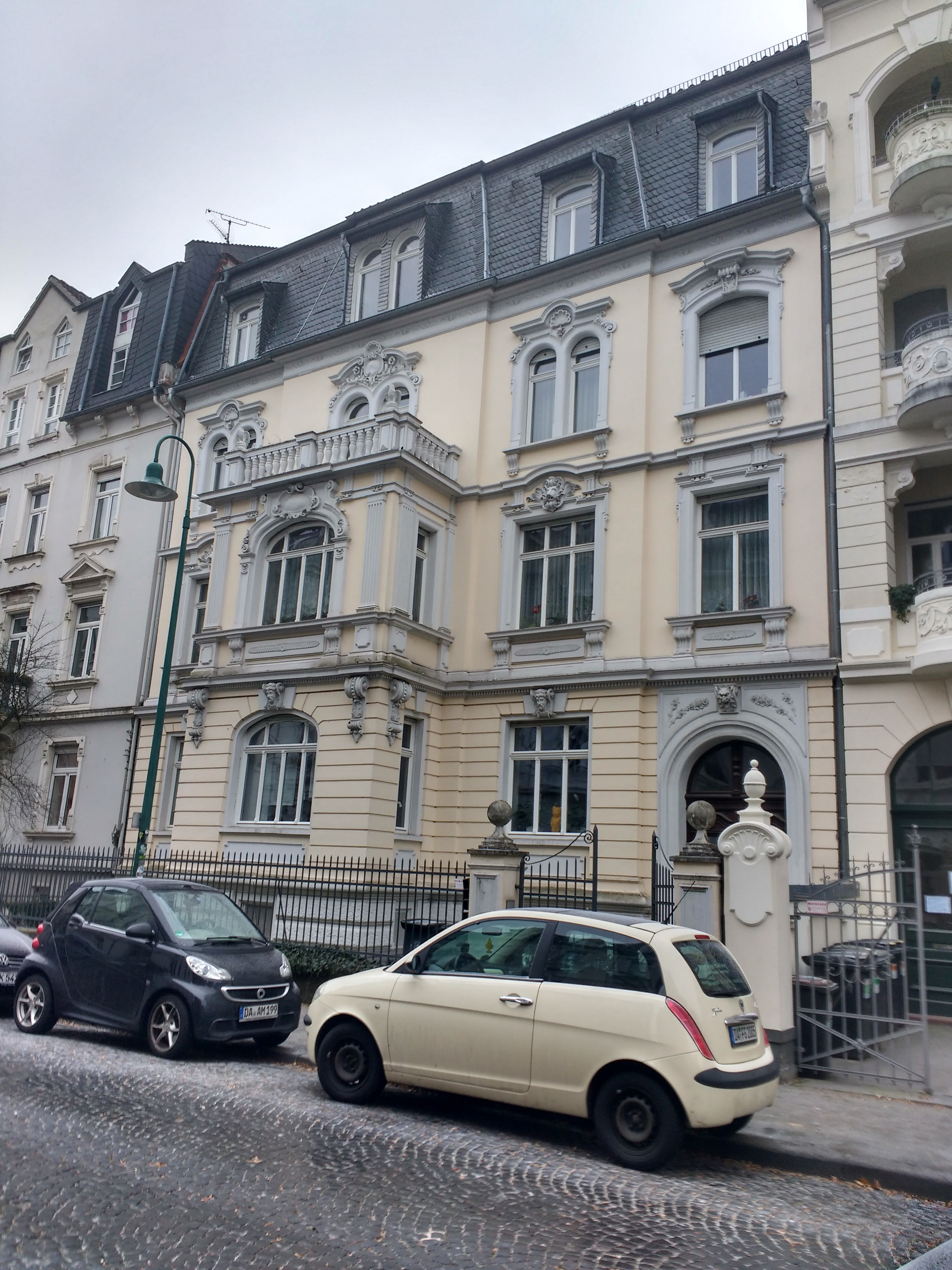
Ehemaliges Wohnhaus der Familie Selver in der Landwehrstraße 12

Im Dezember 1889 begann David Selver in Darmstadt als Leiter der Religionsschule und wurde als Rabbinatskandidat Stellvertreter des Rabbiners Julius Landsberger. Landsberger war als „Großherzoglicher Landesrabbiner zu Darmstadt“ und Vorsteher der jüdischen Reformgemeinde eine Persönlichkeit, die in Darmstadt eine nahezu 30-jährige Ära geprägt hatte. Welche Gründe dafür ausschlaggebend waren, dass der Gemeindevorstand den relativ unerfahrenen Selver zu Landsbergers Stellvertreter und bereits ein Jahr später, 1890, zu dessen Nachfolger berufen hat, ist nicht überliefert. Allerdings wurde mit dieser Berufung auch ein etwa sechs Jahre währendes Provisorium begründet, wie in einem von einem orthodox-konservativen Gemeindeglied verfassten Artikel in Der Israelit, dem „Centralorgan für das orthodoxe Judentum“, aus dem Jahre 1893 nachzulesen ist: „Wohl keine größere Gemeinde dürfte eine längere interimistische Versehung des Rabbinats haben als Darmstadt; keine Gemeinde auch einen Vorstand, der mit so wenig Energie bei seiner vorgesetzten Behörde auf endgültige Regelung der Verhältnisse, wie sie jetzt in der Gemeinde und in der Provinz liegen, drängt.
Die Religions-Gemeinde, das ist die Hauptgemeinde der Residenz, ist seit dem im März 1890 erfolgten Tode des seligen Rabbiner Dr. Landsberger ohne definitiv angestellten Rabbiner, da die Regierung, wie angeblich gesagt wird, bis zur Lösung der Frage über das Verhältnis zwischen Stadt- und Landjudenschaft, ein Definitivum nicht gestattet. Am meisten durch dieses Provisorium hat die Hauptgemeinde Darmstadt zu leiden, und ist es ja gar nicht anzusehen, wann dieses Verhältnis aufhört.“ Selver war zu dem Zeitpunkt auf Lebenszeit bestellter Direktor der Religionsschule und versah auch das Amt des Rabbiners, aber eben ohne großherzogliche Berufung.
Im März 1891 war Selver neben einem evangelischen und einem katholischen Pfarrer auch Mitglied des städtischen Schulvorstandes geworden, und seiner wissenschaftlichen Herkunft blieb er durch die Mitgliedschaft im Verein Mekiȥe Nirdamim treu.

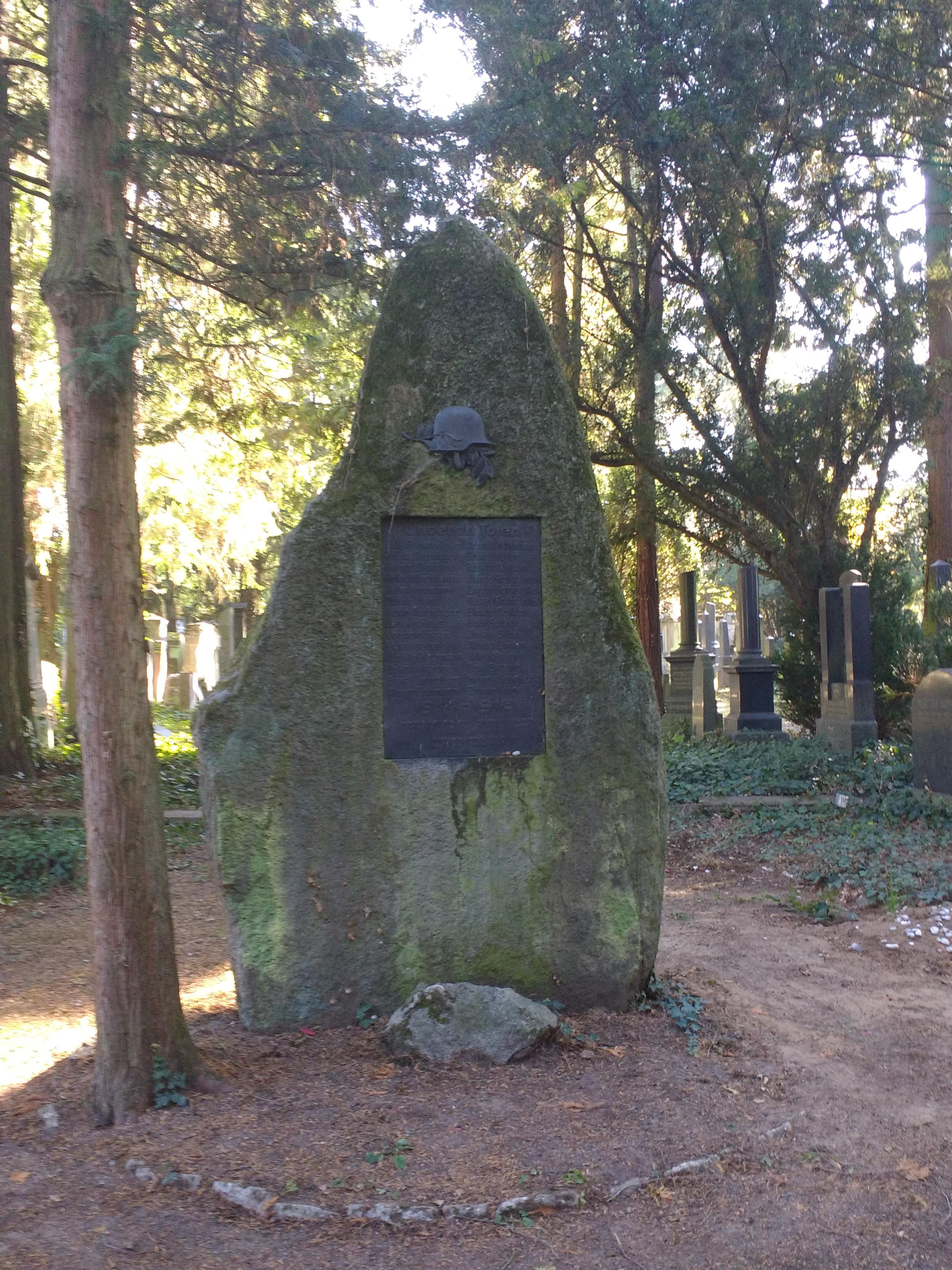
Gedenkstein für die jüdischen Gefallenen im Ersten Weltkrieg auf dem Jüdischen Friedhof in Darmstadt, Seekatzstr. Auf der Gedenktafel ist auch Paul Selvers Name eingraviert.

Ebenfalls im Jahre 1891 heiratete David Selver Amalie Neustein (* 27. August 1867 in Nürnberg – † 17. Mai 1948 in Rugby (Warwickshire). Aus der Ehe gingen zwei Kinder hervor: der am 10. Januar 1893 geborene Paul Friedrich, gefallen im Ersten Weltkrieg, und die eingangs bereits erwähnte Tochter Elisabeth (1895–1991), später verheiratete Paul. Das Paar, und später die junge Familie, wohnte zunächst unter unterschiedlichen Darmstädter Adressen zur Miete, bevor sie ab 1908 eine Wohnung in dem von ihnen erbauten und heute noch bestehenden Haus in der Landwehrstraße 12 bezogen. Die Grundstücke, auf denen das Haus errichtet wurde, waren um 1900 von Amalie Selvers Vater, Heinz Neuenstein, erworben worden und wurden nach dessen Tod seiner Tochter vererbt.

### Auf dem Weg zur Spaltung der Jüdischen Gemeinde
Es gibt keine Überlieferungen von David Selver, die Aufschluss über sein Religions- und Amtsverständnis geben könnten. Busemann bezeichnet ihn als einen „kulturell assimilierten Juden“ (was sie schon durch die Vornamenswahl für seine beiden Kinder bestätigt sieht) und als eine „Bedeutende Figur im kulturellen Leben Darmstadts. Mit Karl Wolfskehl, dem expressionistischen Dichter und Mitglied des Kreises um Stefan George, war er befreundet.“ Und auch einer der wenigen Hinweise in dem von Eckhart G. Franz herausgegebenen Buch Juden als Darmstädter Bürger bezieht sich auf die Nähe Selvers zur Familie Wolfskehl: „Ein enger Vertrauter der Familie, der Rabbiner der liberal-jüdischen Gemeinde David Selver, war der erste Kritiker des mit summa cum laude ausgezeichneten Doktors und Jungschriftstellers … Was Ihre Darstellung betrifft: Ihre Ausdrücke und Begriffsbezeichnungen sind immer sachlich und trefflich, verrathen geschultes Denken. Dabei sind Satzbau und Übergänge etc. gerade elegant. Ihre Bemerkungen über das Verhältnis zwischen Kultus und Mythos waren für mich besonders interessant …“ Zu dem Freundeskreis, in den später auch seine Tochter Elisabeth einbezogen war, zählte unter anderem auch Friedrich Gundolf und der Dirigent Willem de Haan. Zum Tode von Heinrich Blumenthal hielt er 1901 die Grabrede, dem im Dezember 1910 verstorbenen Sigmund Gundelfinger widmete er Anfang 1911 einen Nachruf.
Die feste Verankerung im assimilierten jüdischen Bürgertum konnte auf Dauer allerdings die Gräben innerhalb der Jüdischen Gemeinde nicht überbrücken. In einem bereits 1890 erneuerten Antrag orthodoxer Gemeindemitglieder auf Teilung der Gemeinde spielten religiöse Gegensätze ebenso eine Rolle wie auch die Größe und Kopfzahl des Bezirks, der neben Darmstadt rund 90 Landgemeinden umfasste. Und diese orthodox-konservativen Gemeindemitglieder richteten ihre Kritik bald auf die Person von David Selver. In dem bereits zitierten Artikel im Israelit vom 6. November 1893 heißt es, Selver habe „es während der vier Jahre seines Hierseins nicht verstanden, sich die Gunst der Gemeinde zu erwerben. Die Religionsschule auch unter dieser Regie, das heißt die Leistungen der Schüler und Schülerinnen sind so mangelhaft, dass selbst mit Prämien entlassene Schüler, also solche, die das 13. Lebensjahr überschritten haben, nicht wissen, was an den betreffenden Tageszeiten gebetet wird, ja es gibt deren, die kaum das 16. Lebensjahr erreicht, nicht mehr des hebräischen Lesens mächtig sind.“ Und weiter: „Wenn nun der Gemeindevorstand die Leistungen der Schule für genügend hält, wenn er glaubt, dass das, was die Schüler lernen, ausreichend ist, so geschieht dies aus dem Grunde, weil eben der größte Teil des Vorstandes selbst nicht, oder doch sehr wenig hebräisch versteht, weil der größte Teil der Hauptaufgabe, zu welcher auch der Gottesdienst gehört, zu wenig Beachtung schenkt, ja den Gottesdienst jährlich nur zwei bis dreimal besucht. Was kann da Gutes bei solchem Vorbilde geleistet werden?“
Stellt man dieser Kritik Selvers Bekenntnis zur Poetik, Ästhetik und Rhetorik der Bibel zur Seite, wie er es in seiner Laudatio auf seinen verehrten Lehrer Steinthal formulierte, oder die Betonung von Steinthals Satz, heilige Schriften, ‚in denen wir nicht bloß Wahrheit überhaupt, sondern höchste Wahrheit suchen, müssen auch seitens ihrer Verfasser von absoluter Wahrhaftigkeit Zeugnis geben‘, dann lässt sich erahnen, dass hier zwei fundamental gegensätzliche Auffassungen von Religion aufeinandergestoßen sind. Selver scheint der Repräsentant eines umfassend aufgeklärten Judentums gewesen zu sein, dem orthodoxe Frömmigkeit völlig abging. Dies zeigt auch noch einmal eine weitere Passage aus dem Israelit-Artikel, in dem Selver zu dem Vorschlag, einen Minjan-Verein zu gründen, geantwortet haben soll: ‚Meine Herren! Bedenken Sie auch, wenn Sie einen solchen Verein gründen, wie oft Sie in die Synagoge gehen müssen!‘, worauf der Autor des Artikels voller Entrüstung den Untergang des Judentums voraussah. Die Biografie von Selvers zwei Jahre später geborenen Tochter Elisabeth enthält keinerlei Hinweise auf eine religiöse Bindung; zur Jüdin wurde sie erst von den Nationalsozialisten gemacht.
1897 hatten die orthodoxen Kritiker ihr Ziel erreicht, nicht die Ablösung Selvers, aber die Aufteilung der Gemeinde. „Im März 1897 entschied das [großherzoglich-hessische] Ministerium des Innern, daß das Rabbinat Darmstadt künftig in zwei Rabbinate, beide mit dem Amtssitz in Darmstadt, aufzuteilen sei, das eine für die Gemeinden der liberalen Richtung, das andere für die Orthodoxen. Zum Rabbiner des liberalen Rabbinats Darmstadt wurde Dr. Landsbergers seit I889/90 amtierender Nachfolger Dr. David Selver, zum Rabbiner des Rabbinats Darmstadt II Dr. Lehmann Marx ernannt, zu dessen Unterstützung die Religionsgesellschaft schon 1889 seinen Sohn Dr. Moses Marx als Rabbinatsassessor bzw. stellvertretenden Rabbiner berief.“ Der orthodoxe Jakob Lebermann, der „Führer der orthodoxen Lehrer Hessens“, kommentierte die Erreichung des erstrebten Ziels mit Befriedigung.
In der Folgezeit kam es zu weiteren Spaltungen bei Untergliederungen der Gemeinde und offenbar zu einem immer stärker werdenden Zulauf zum orthodoxen Rabbinat. „Dank der engagierten Arbeit von Vater und Sohn Marx gewann die orthodoxe Bewegung um die Jahrhundertwende weiteren Zuwachs. Auch nicht eigentlich strenggläubige Gemeinden suchten Anschluß ans Rabbinat II.“
In der Folge verlor David Selver seinen Rückhalt im Gemeindevorstand und wurde zur Aufgabe seiner Ämter gedrängt.

### Kündigungsschutz für einen Rabbiner
In einem Verfahren vor dem Großherzoglichen Verwaltungs-Gerichtshof (GVGH) vom November 1905 über den „Kompetenzkonflikt betr: Klage der israelitischen Religionsgemeinde Darmstadt gegen den Rabbiner Dr. Selver daselbst“ ist davon die Rede, dass der Gemeindevorstand bereits in seinen Sitzungen vom 16. Dezember 1902 und 6. Januar 1903 den Beschluss gefasst habe, den am 14. Januar 1898 mit Selver geschlossenen Vertrag aufzulösen. Das Verfahren vor dem GVGH galt jedoch einzig der Frage, ob der Gemeinde ein Kündigungsrecht überhaupt zustand. In der Akte ist von einem „Protest einer großen Anzahl angesehener Mitglieder der Darmstädter israelitischen Religionsgemeinde gegen das Vorgehen des Vorstandes“ die Rede, und ein Zeuge, ein Herr Langenbach, berichtete von einem „ihm bekannten feindlichen Verhältnisses des Vorstandsmitgliedes Adolf Simon zu Dr. Selver“. Für die Identität diese Herrn Langenbach kommen zwei Personen in Frage: entweder der jüdische Landtagsabgeordnete Wilhelm Langenbach oder der Rechtsanwalt und spätere Geheime Justizrat Bernhard Langenbach. Erstaunlich ist auch, dass in dem Prozess Ludwig Trier die Position Selvers stärkte, denn er war zumindest 1901 noch der Vorsitzende der israelitischen Religionsgemeinde Darmstadt, und das tat ebenso Otto Wolfskehl.
Den Beschlüssen des Gemeindevorstandes, sich von David Selver zu trennen, wies das großherzogliche Innenministerium mit einer Verfügung vom 5. März 1903 zurück, unter Hinweis darauf, „dass sich der Vorstand der israelitischen Religionsgemeinde Darmstadt im Irrtum befinde, wenn er auf Grund seines mit Dr. Selver abgeschlossenen Vertrags den Rabbiner lediglich für einen Beamten der israelitischen Religionsgemeinde halte.“ Nach Auffassung des Ministeriums hätte nur eine fortgesetzte Pflichtverletzung die Gemeinde jederzeit zur Kündigung – nach Genehmigung des Ministeriums des Innern – berechtigt, einen Tatbestand, den das Ministerium offenbar nicht als erfüllt ansah.
Der Gemeindevorstand ließ daraufhin ein Rechtsgutachten erstellen, das zu der Auffassung kam, „das Anstellungsverhältnis als Rabbiner sei ein öffentlich-rechtliches und als das eines Staatsbeamten unkündbar, als Lehrer und Prediger jedoch sei der Rabbiner bloßer Funktionär der Gemeinde, und in dieser Eigenschaft unterstehe er der Kündigung.“ Hierauf kündigte der Gemeindevorstand Selver seine Stellung als Prediger und Religionslehrer. Selver legte dagegen Widerspruch beim Kreisamt ein und bekam Recht. Dem wiederum widersetzte sich der Gemeindevorstand und sperrte Selver das Gehalt. Daraufhin verfügte die Behörde „die Zwangsetatisierung des Gehalts. Die Gemeinde teilte nun Dr. Selver mit, dass sie ihn von einem bestimmten Kündigungstermin an nicht mehr zur Betätigung des Berufes als Prediger für befugt erachte und dass sie die Ausübung dieses Amtes eventuell selbst mit Gewalt verhindern werde. Die Folge war, dass sich das Kreisamt genötigt sah, Schutzmannschaft in Zivil zum israelitischen Gottesdienst in die Synagoge zu beordern, um Dr. Selver gegebenenfalls schützen zu können.“
Der Gemeindevorstand versuchte an diesem Punkt per Klage feststellen zu lassen, dass Selvers Kündigung als Religionslehrer und Prediger zu Recht erfolgt sei. Das Problem dabei: Nach einer Verfügung aus dem Jahre 1841 durfte die israelitische Kultusgemeinde ohne Genehmigung der Behörde keine Prozesse führen. Der Vorstand bat das Kreisamt um die entsprechende Genehmigung. Dieses erteilte sie auch, „allerdings vorbehaltlich des Rechts auf Ergebung des Kompetenzkonfliktes“. Die vom Gemeindevorstand angestrengten Feststellungsklage wurde von Selvers Anwalt als unzulässig zurückgewiesen, worauf die großherzogliche Administration auf die Klärung des Kompetenzkonflikts drängte. „Das ordentliche Gerichtsverfahren wurde demnach eingestellt und der Verwaltungsgerichtshof mit der Frage befasst. Vor dem Verwaltungsgerichtshof machte der Vertreter des Staatsinteresses geltend, dass das Anstellungsverhältnis Dr. Selvers nicht nur aus seiner Eigenschaft als Rabbiner als ein öffentlich-rechtliches aufgefasst werden müsse, sondern auch aus seiner Stellung als Religionslehrer, da nach dem Volksschulgesetz der Regierung ein Aufsichtsrecht über die Verhältnisse im Religionsunterricht sämtlicher Bekenntnisse zustehe.“
Vor dem Großherzoglichen Verwaltungs-Gerichtshof, vor dem David Selver als Beklagter und der Gemeindevorstand als Klägerin auftraten, wurde nun „über den Kompetenzkonflikt in Sachen Klage der israelitischen Religionsgemeinde Darmstadt gegen den Rabbiner Dr. Selver“ verhandelt und entschieden. Drei Fragen waren vorrangig zu klären:
- Ist David Selver weiterhin befugt, die Funktion eines Predigers und Religionslehrers auszuüben.
- Ist die Gemeinde befugt, die Selver als Beamter durch Staatshoheit übertragenen Funktionen zu entziehen? „Kann die klagende Gemeinde die Verfügung des Staatsoberhaupts, durch die einem Beamten ein Amt mit den damit zusammenhängenden Funktionen übertragen wurde, hierdurch inhaltlich umgehen, dass sie dem Beamten einen Teil seiner Funktionen entzieht?“
- Ist die israelitische Religionsgemeinde Darmstadt befugt, eine Verfügung der Staatsgewalt durch eine privatvertragliche Erklärung rückgängig zu machen?[18]

Der Vertreter des Großherzoglichen Ministeriums beantragte, den Kompetenzkonflikt für begründet zu erklären und führte aus, in allen Punkten die Ansicht der Vertreter des Beklagten, also Selvers, zu teilen. Das Gericht folgte dem und befand, dass die Äußerungen des Zeugen Trier, „verstärkt durch die Äußerungen des Zeugen Wolfskehl, - erbringen vollen Beweis dafür, daß die Großherzogliche Regierung dem Vorstand der israelitischen Gemeinde ein selbständiges Entlassungsrecht nicht übertragen hat“. Mit Hinweis auf die Aussage Wolfskehls, „daß bei der Vorbereitung und dem Abschluß des Vertrags vom 14. Januar 1898 Niemand von der Möglichkeit einer gesonderten Kündigung für die Funktionen des Predigeramts und Religionslehrers gedacht habe“, befand das Gericht: „Der Vertrag ist ein einheitlicher.“ Das wiederum bedeutete: Die Unzulässigkeit des bürgerlichen Rechtsweges war nach Ansicht des Verwaltungsgerichtshofes gegeben, „die Sache [sei] zur Erledigung an die behördlichen Instanzen zu verweisen“.

## Aus- und Nebenwirkungen des Streits um die Kündigung
David Selver wurde in diesem Verfahren durch den Anwalt Friedrich (Fritz) Mainzer (1875–1955) vertreten. Dessen Praxis wurde 1938 in der Pogromnacht überfallen und verwüstet und ihm war anschließend Berufsverbot erteilt worden. Im Frühjahr 1939 emigrierte er nach Großbritannien und konnte ab Mai 1940 in London als „lawyer on continental law“ tätig werden. Das Mainzer bis zu seiner Emigration gehörende Wohnhaus in der Osannstr. 11 in Darmstadt war nach 1948 und bis zum Herbst 1988 das Zentrum der jüdischen Gemeinde in Darmstadt.
Fritz Mainzer war nach dem Zweiten Weltkrieg von London aus auch für Elisabeth Paul anwaltlich tätig und vertrat sie im Wiedergutmachungsverfahren im Namen und als Erbin ihrer 1948 verstorbenen Mutter. Eine in dem Verfahren geltend gemachte Forderung betraf die Versorgungsansprüche von Amalie Selver. „Die Verfolgte empfing von der israelitischen Religionsgemeinde in Darmstadt eine Witwenpension, die laut Schreiben des Vorstandes dieser Gemeinde vom 8.VI.1926 auf RM 3.000,-- jährlich festgesetzt worden ist, mit Schreiben vom 30. September 1935 hat der Vorstand der Gemeinde, dessen Einkünfte infolge der nazistischen Massnahmen gegen seine Mitglieder sich verminderte[n], den Witwengehalt auf 2400,-- RM ab 1.I.1936 herabgesetzt. In dieser Höhe wurde er bis zur Auswanderung (1.VII.1937) und von da an bis zum Ableben (17.V.1948) nicht mehr bezahhlt.“ Ob dieser Sachverhalt einen Wiedergutmachungsanspruch für Elisabeth Selver begründet, wurde von der Entschädigungs-Behörde beim Regierungspräsidium Darmstadt bestritten, und es kam zu einem Prozess. In dessen Verlauf gab Fritz Mainzer eine Eidesstattliche Erklärung ab, in der er noch einmal auf David Selvers Entlassung und den Prozess im Jahre 1906 einging.
Die Situation von damals beschreibt er als ein faktisches Nebeneinander von zwei bestehenden Verträgen: „Dr. Selver war einerseits durch einen vom Kreisamt genehmigten bürgerlich rechtlichen Vertrag tätig, andererseits war er auf Grund eines staatsrechtlichen Hoheitsaktes Beamter geworden.“

Er, Mainzer, habe als Selvers Anwalt dem damaligen Provinzialdirektor die Sache vorgetragen und ihn davon überzeugt, dass die Jüdische Gemeinde nicht berechtigt gewesen sei, einen großherzoglichen Beamten zu entlassen. Dadurch sei dann beim Landgericht der Kompetenzkonflikt erhoben worden – mit dem zuvor schon erwähnten Ausgang. Damit hatten Selver und Mainzer zwar einen juristischen Sieg errungen, aber keinesfalls eine Lösung für die verfahrene Situation zwischen Selver und der Gemeinde:

„Der Zustand, der hierdurch geschaffen war, war praktisch unhaltbar und man verhandelte deshalb wegen eines Vergleiches.
Dieser kam derart zustande, dass Dr. Selver um seine Entlassung aus dem Amte nachsuchte (diese wurde ihm gewährt) dass der Anstellungsvertrag aufgehoben wurde und dass ihm persönlich für seine Lebenszeit und seiner etwaigen Witwe ein Versorgungsgehalt zugesichert wurde.“

 Vor diesem Hintergrund wurde im Hessischen Regierungsblatt verkündet: „Seine Königliche Hoheit der Großherzog haben Allergnädigst geruht: […] am 25. Juli [1906] den Rabbiner Dr. David Selver zu Darmstadt, unter Anerkennung seiner ersprießlichen Dienste, in den Ruhestand zu versetzen.“

Mainzer freute sich, dass die Sache für seinen Mandanten auf diese Weise günstig ausgegangen war, kommt in seiner Eidesstattlichen Versicherung aber auch zu weitergehenden Einschätzungen:

„Ich habe aus den Vorgängen schon damals die Überzeugung gewonnen, an der ich bis heute festgehalten habe, dass Dr. Selver mit dem Vergleich und seiner Dienstentlassung aufgehört hat, Beamter zu sein und dass die Versorgungsbezüge ausschließlich zivilrechtlicher Art waren. […] Auf der anderen Seite ist mir die Sache deshalb im Gedächtnis geblieben, weil die ganze Prozedur noch einen gewissen feudalistischen Charakter hatte. Es war nämlich durch das damalige Verfahren möglich, durch Eingreifen der Verwaltungsbehörde und eines zum Teil durch Nichtrichter besetzten Gerichtshof dem ordentlichen Richter die Entscheidung zu entziehen.
Ich haben den Fall deshalb in meinem späteren Leben vielfach bei Erörterung der Frage, ob das deutsche Gerichtsverfahren damals in jeder Hinsicht den Grundsätzen einer demokratischen Rechtsordnung entspreche, zur Sprache gebracht.“

Am 10. August 1954 hat sich die Entschädigungskammer des Landgerichts in Darmstadt Mainzers Rechtsauffassung in einem Grundurteil angeschlossen und der Klägerin, Elisabeth Paul, eine Entschädigung für das ihrer Mutter vorenthaltene Witwengeld zugesprochen. In der Urteilsbegründung heißt es unter anderem, dass die Wiedergutmachung dem Land Hessen obliege, „sofern und soweit der Träger der Versorgungslast infolge von Massnahmen der nationalsozialistischen Gewaltherrschaft nicht mehr besteht […]. Es ist offensichtlich, und es bedarf auch keiner weiteren Begründung, dass die früher bestehende israelitische Religionsgemeinde in Darmstadt als früherer Versorgungsträger nicht zur Wiedergutmachung herangezogen werden kann, denn sie ist durch die bekannte Judenverfolgung im Jahre 1942 aufgelöst worden. Die heute in Darmstadt bestehende jüdische Gemeinde ist, wie gerichtsbekannt ist, zur Wiedergutmachung schon infolge der geringen Anzahl ihrer Mitglieder (ungefähr 50/60 gegenüber früher 3000), die auf Verfolgungsgründen beruht, nicht in der Lage […], so dass die Wiedergutmachung hier von dem beklagten Lande vorzunehmen ist.“ Das Gericht erkannte auch an, dass der Wiedergutmachungsanspruch auf die Erbin übergegangen sei.
Es ist eine seltsame Ironie der Geschichte, dass David Selver und sein Anwalt Fritz Mainzer erfolgreich die Kündigung eines bürgerlich-rechtlichen Vertragsverhältnisses mit dem Verweis auf ein übergeordnetes hoheitliches Recht bestritten haben, dann aber die Gewährung der Versorgungsleistung aus diesem zivilrechtlichen Vertrag zwischen Selver und der Jüdischen Gemeinde zu erfolgen hatte. Die Gemeinde durfte nicht entlassen und nicht klagen, aber sie musste zahlen. Das hat David Selver und seiner späteren Witwe zu einer materiellen Existenzsicherung und ihrer Tochter noch Jahrzehnte später zu einer Wiedergutmachung durch das Land Hessen verholfen. Der von Mainzer zu Recht kritisierte feudalistische Akt, der Selvers Entlassung aus einem zivilrechtlichen Vertragsverhältnis verhinderte, sicherte im Umkehrschluss den Fortbestand eines zivilrechtlichen Vertragsverhältnisses zwischen David Selver und der Jüdischen Gemeinde, das erst mit der Gewährung einer Wiedergutmachung an Selvers Tochter Mitte der 1950er Jahre beendet wurde.

## Der vergessene Rabbi

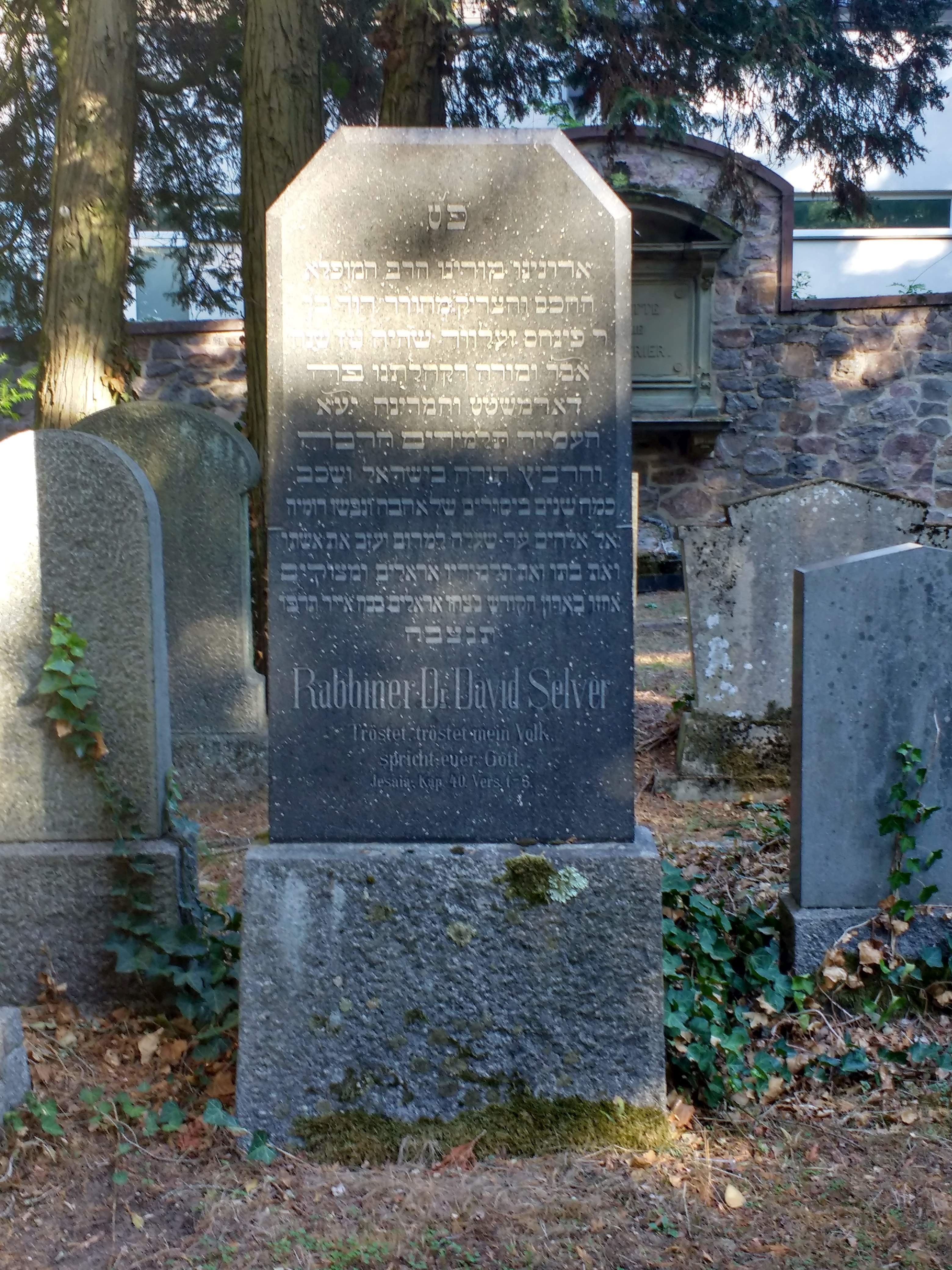
Grabstein für David Selver auf dem Jüdischen Friedhof in Darmstadt

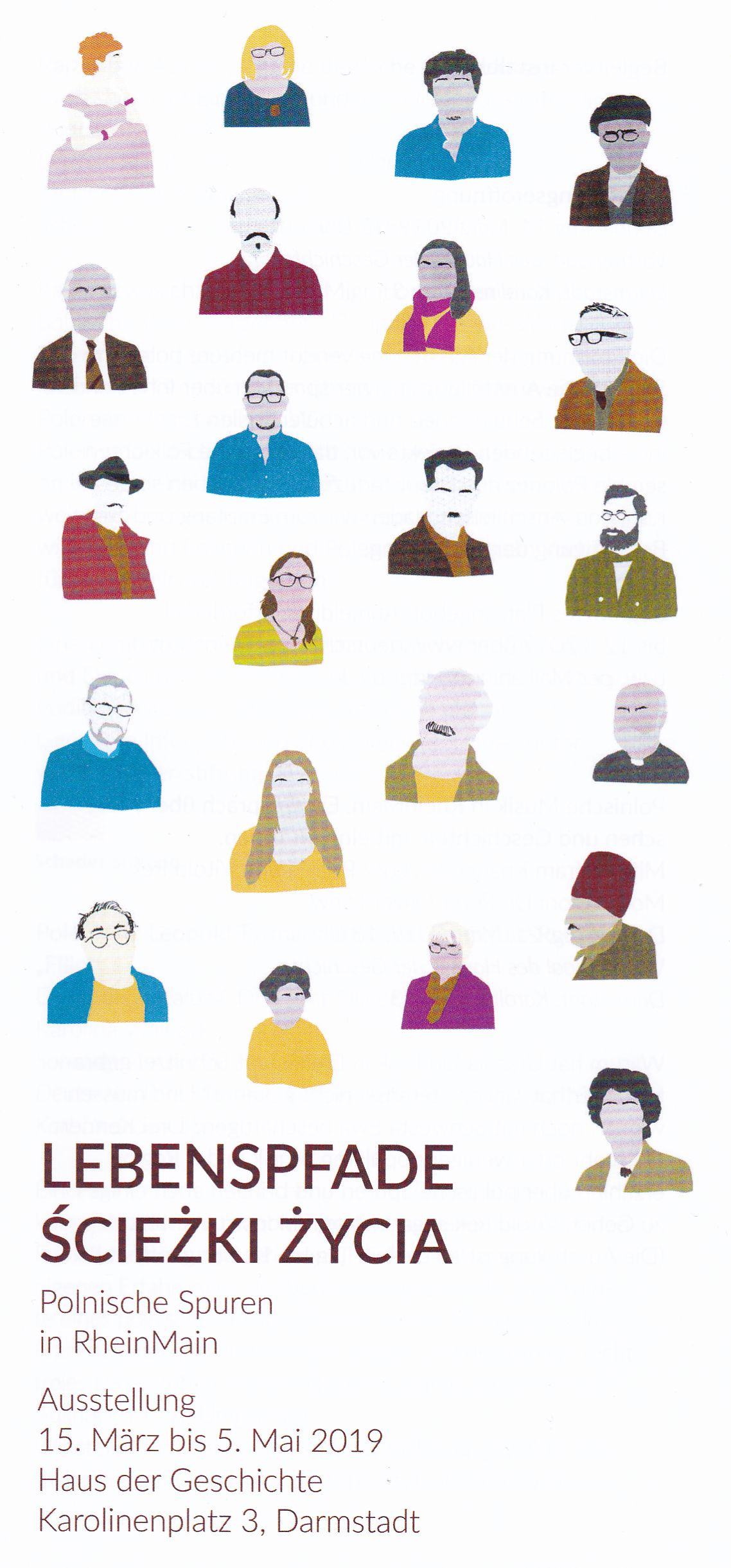
David Selver (rechte Reihe, 3. von oben) in der Ausstellung Lebenspfade – Polnische Spuren in RheinMain

Im Museumsraum des Jüdischen Gemeindezentrums in Darmstadt hängen an einer Wand Fotos bekannter jüdischer Persönlichkeiten, darunter auch Fotos von David Selvers Vorgänger (Julius Landsberger) und Nachfolger (Bruno Italiener) als Rabbiner der liberalen Synagoge. Ein Foto von David Selver, es lagert im Stadtarchiv, ist dort ebenso wenig zu finden wie ein Hinweis auf ihn in der Infothek des Museums. Auch auf der Webseite des Fördervereins Liberale Synagoge Darmstadt e. V. findet man kaum nennenswerte Hinweise auf ihn, und selbst in dem von Eckhart G. Franz herausgegebenen Buch Juden als Darmstädter Bürger, das viele Kurzporträts bekannter jüdischer Bürger enthält, selbstverständlich auch von Landsberger und Italiener, lassen sich nur über das Personenregister einige spärliche Aussagen über Selver zusammentragen. David Selvers Grab befindet sich auf dem Darmstädter Jüdischen Friedhof; in der Stadt aber, in der noch das von ihm erbaute Wohnhaus steht, scheint er vergessen zu sein. Seine Bibliothek befindet sich seit 1937 im Archiv des Warburg Institutes in London. Die damals bereits in England lebende Tochter konnte sie noch aus Deutschland herausschaffen. Mit den Büchern kehrte auch Amalie Selver Darmstadt den Rücken; sie starb 1948 in Rugby.
Das von den Nazis enteignete Wohnhaus wurde nach dem November 1949 an Elisabeth Paul rückübereignet; sie hat es am 22. April 1958 veräußert.
Am 15. März 2019 wurde im Darmstädter Haus der Geschichte die Ausstellung Lebenspfade – Polnische Spuren in RheinMain eröffnet. Sie beschäftigt sich mit den seit mehr als einem Jahrhundert in die Rhein-Main-Region zugewanderten Polen und präsentiert in mehr als fünfzig Porträts ausgewählte Personen und deren Biografien. Einer dieser Porträtierten ist David Selver.

## Werke
- Der Entwicklungsgang der Leibniz'schen Monadenlehre bis 1695: auf Grund der Quellen historisch-kritisch dargestellt, Inaugural-Dissertation zur Erlangung der Doktorwürde der Philosophischen Facultät der Universität Leipzig, Wilhelm Engelmann, Leipzig, 1885. (Von Google digitalisierte Fassung)
- Deutsche Gespräche, Phrasen, Sprichwörter und sprichwörtliche Redensarten. In grammatischer Ordnung. Für den deutschen Unterricht entworfen und bearbeitet von Ph. Dr. D. Selver. Schwedisch und Deutsch herausgegeben von O. L. Löfgren, ordentl. Lehrer am Realgymnasium zu Gothenburg, Gothenburg, 1891
- Professor H. Steinthal, in: Rabbiner Dr. A. Brüll's populär-wissenschaftliche Monatsblätter, H.L. Brönner's Druckerei, 13. Jahrgang, 1893 (Aufsatz zu Steinthals 70. Geburtstag). Der Aufsatz, der sich schwerpunktmäßig mit dem Sprachwissenschaftler und Sprachphilosophen Steinthal befasst, diesen im zweiten Teil aber auch wegen seiner „Beiträge zur Poetik und Aesthetik der Bibel“ würdigt, ist online nachlesbar: Professor H. Steinthal, Teil 1: S. 169–173; Teil 2: S. 274–279.
- Zum Gedächtniss unserer … Mutter Frau Elise Neustein geb. Elsinger נ"ע, Trauer-Rede, gehalten an ihrer Bahre am 4ten März 1894.
- Nachruf auf Sigmund Gundelfinger, in: Allgemeinen Zeitung des Judentums vom 20. Januar 1911.